# 本杰明·海姆霍茨
本杰明·海姆霍茨（Benjamin "Ben" Haemhouts，1972年—），比利時籍音樂家、作曲家。

## 生平
海姆霍茨生於邦海登，8歲起接受音樂訓練，起初學習粗管上低音號，後來則轉修長號演奏。作為一名長號演奏者，他的天分頗為出采，曾同班貝格交響樂團演出。在這之後，海姆霍茨的興趣轉向指揮活動，開始與俄國指揮亚历山大·波利安尼庫可（Александр Поляничко）學習。
2008年，海姆霍茨成為比利時室內愛樂樂團（Belgian Chamber Philharmonic）的首席指揮，其演出節目內容兼擅古今，受到好評。在任內他並規劃了許多兒童向的節目，著力於古典音樂的推廣。
指揮身分的海姆霍茨與西蒙·拉特尔、瓦列里·格吉耶夫、伯纳德·海廷克、赫伯特·布隆斯泰特、古斯塔沃·杜達美、朱塞佩·西諾波利、喬納森·諾特、埃萨-佩卡·萨洛宁等人皆有合作，當中萨洛宁對他的影響尤其深遠。海姆霍茨對青年作曲家的支持不遺餘力，亦熱衷於指導青年樂團，例如德意志青年愛樂樂團、安特衛普大學交響樂團，以及Orchester Jeunesses Musicales等等。

## 作品
- Bagatelle
- A Bamberg Fantasy
- Ballad
- Bavarian Pictures
- Breakfast Melody
- Honorisia
- James
- Nordic Suite
- Panache
- Recalls
- Saturnalia
- Song For a New Generation
- The Last Song

## 評價
海姆霍茨的指揮被認為細緻且富有對比，風格生動。同時，他對經典作品的現代感詮釋，獲得了創新者的評價。

## 外部連結
- 官方网站